# Roland Pieber (Koch)
Roland Pieber (* 15. September 1989 in Graz) ist ein österreichischer Koch.

## Werdegang
Piebers Stationen waren das Landhaus Bacher bei Thomas Dorfer in Mautern (zwei Michelinsterne), der Kreuzwirt in der Südsteiermark, (drei Hauben Gault-Millau) und das Restaurant Taubenkobel am Neusiedler See bei Alain Weissgerber (drei Hauben GM, zwei Michelinsterne).
2017 wurde er Küchenchef in der Schlossküche Balthasar in Walpersdorf (2 Hauben GM).
Im Juni 2018 ging er nach Deutschland und wurde er Küchenchef im SEO Küchenhandwerk im Seevital Hotel in Langenargen am Bodensee. 2019 absolvierte er ein Praktikum im Restaurant D.O.M bei Alex Atala in Sao Paulo. Im März 2020 wurde das Restaurant SEO Küchenhandwerk mit einem Michelinstern ausgezeichnet. Im März 2024 kam der zweite Michelinstern hinzu. Zwei Wochen später wurde bekannt, dass Roland Pieber das Haus verlassen hat.

## Auszeichnungen
- Sieger Junge Wilde 2018[2]
- Finalteilnehmer Chef en Or Paris 2019[8]
- 2020: Ein Stern im Guide Michelin für das Restaurant SEO Küchenhandwerk in Langenargen[5]
- 2024: Zwei Sterne im Guide Michelin für das Restaurant SEO Küchenhandwerk in Langenargen[6]